# Sauluoto
Sauluoto är en ö i Finland. Den ligger i Finska viken och i kommunen Kotka i den ekonomiska regionen  Kotka-Fredrikshamn i landskapet Kymmenedalen, i den södra delen av landet. Ön ligger omkring 24 kilometer sydöst om Kotka och omkring 120 kilometer öster om Helsingfors.
Öns area är 16,6 hektar och dess största längd är 0,6 kilometer i nord-sydlig riktning. Ön höjer sig omkring 20 meter över havsytan.